# کیپونادا
کیپونادا (خط براهمی:  Ki-pu-ṇa-dha)، آخرین شاهنشاه کوشانی بود که از سال ۳۳۵ تا ۳۷۵ میلادی بر امپراتوری کوشانی حکمراند.